# Haplochromis aeneocolor
Haplochromis aeneocolor és una espècie de peix de la família dels cíclids i de l'ordre dels perciformes present al llac George (Uganda).
Els mascles poden assolir els 7,5 cm de longitud total.